# Paul Ogorzow
Paul Ogorzow (29 de septiembre de 1912 - 26 de julio de 1941), también conocido como el asesino del S-Bahn, fue un asesino en serie y violador alemán que estuvo activo en el Berlín de la era nazi entre 1939 y 1941, durante el apogeo de la Segunda Guerra Mundial. Guerra Mundial. Empleado de Deutsche Reichsbahn, aprovechó los apagones regulares en tiempos de guerra para cometer numerosos asesinatos y crímenes sexuales, principalmente contra pasajeras solitarias que viajaban a bordo del tren de cercanías S-Bahn de Berlín, y amas de casa solitarias cuyos maridos habían sido llamados al servicio militar. Tras su arresto por la Kriminalpolizei, Ogorzow fue declarado culpable del asesinato de ocho mujeres y ejecutado en la prisión de Plötzensee.

## Antecedentes

### Primeros años
Paul Ogorzow nació el 29 de septiembre de 1912 en el pueblo de Muntowon, Prusia Oriental, Imperio alemán (actualmente Muntowo, Polonia), hijo ilegítimo de Marie Saga, una trabajadora agrícola. Posteriormente, el padre de Saga llenó el certificado de nacimiento de su nuevo nieto , marcándolo con tres cruces y el nombre de nacimiento del niño: Paul Saga.
En 1924, Paul, que ahora tenía 12 años, fue adoptado por Johann Ogorzow, un granjero de Havelland. Con el tiempo tomaría como propio el apellido de su padre adoptivo. Inicialmente, Paul trabajó como jornalero en una granja en el pueblo de Nauen y luego trabajó en una fundición de acero en la Ciudad de Brandeburgo, antes de establecerse finalmente en Berlín.

### Vida adulta
A la edad de 18 años, Ogorzów se unió al Partido Nazi y finalmente se convirtió en miembro de su rama paramilitar, la Sturmabteilung (SA). Tras la toma del poder por los nazis en 1933, Ogorzow ascendió modestamente en las filas del Partido y, en el momento de su captura, ostentaba el título de Scharführer (líder de escuadrón) en las SA.
En 1934, Ogorzow fue contratado como albañil por el ferrocarril nacional Deutsche Reichsbahn, que gestionaba el sistema de trenes de cercanías S-Bahn en Berlín. Ascendió constantemente en la organización y finalmente se convirtió en asistente de señalizador en el depósito de Rummelsberg en los suburbios del este de la capital, cerca de Karlshorst. Esta fue la zona donde más tarde ocurrieron la mayoría de sus crímenes.
Ogorzow se casó con Gertrude Ziegelmann, una vendedora dos años mayor que él, en 1937. Tuvieron dos hijos, un hijo y una hija. Al principio vivieron con la madre de Ogorzow en un barrio obrero de Berlín con numerosos huertos, bloques de apartamentos y chozas de viviendas. Posteriormente, la familia se mudó a otro apartamento en Karlshorst, cerca de donde trabajaba Ogorzow. A menudo se le veía jugando con sus hijos, pasando mucho tiempo en su jardín y cuidando un pequeño huerto de cerezos en el patio trasero. En su juicio, la esposa de Ogorzow dio evidencia de que él a menudo se volvía violento y abusivo, haciendo obsesivamente afirmaciones infundadas de que ella le era infiel.
Ogorzow viajaba diariamente a su trabajo, ya sea en tren, a pie o en bicicleta. En general, sus compañeros de trabajo lo consideraban bien y sus supervisores lo consideraban confiable y muy competente, y a menudo operaba tanto las señales luminosas como el telégrafo simultáneamente. Aunque generalmente trabajaba dentro y alrededor de un enclavamiento en Zobtener Straße, donde el ferrocarril VnK se encuentra con el S-Bahn, a Ogorzow lo enviaban a menudo a trabajar en varios lugares a lo largo del S-Bahn, siempre vestido con su uniforme.

## Crímenes

### Crímenes tempranos
Después de su captura, Ogorzow detalló ampliamente sus diversas actividades criminales a la policía, lo que permitió una reconstrucción más precisa de sus crímenes. A finales de agosto de 1939, mientras él y su familia residían en Karlshorst, Ogorzow se embarcó en una serie de ataques violentos, agrediendo y violando aleatoriamente a docenas de mujeres en el distrito de Friedrichsfelde y sus alrededores. En aquella época, el barrio estaba poblado principalmente por amas de casa solitarias cuyos maridos habían sido llamados a servir en la recién iniciada Segunda Guerra Mundial. Fueron estas mujeres vulnerables quienes inicialmente sirvieron como la principal fuente de víctimas de Ogorzow, y la policía documentó 31 ataques separados que ocurrieron en las parcelas y el área de viviendas, todos los cuales luego se conectaron con Ogorzow. Durante sus ataques, asfixiaba a sus víctimas, las amenazaba con un cuchillo o las golpeaba, y en sus declaraciones todas las víctimas mencionaron que su agresor vestía uniforme de trabajador ferroviario.

### Escalada
Los intentos iniciales de asesinato de Ogorzow no tuvieron éxito. Entre agosto de 1939 y julio de 1940, atacó y apuñaló a tres mujeres diferentes, todas las cuales se recuperaron y luego testificaron en su contra. En agosto de 1940, Ogorzów golpeó salvajemente a otra mujer después de violarla a bordo del S-Bahn. Sobrevivió sólo porque después de perder el conocimiento, Ogorzow pensó erróneamente que había muerto. Otro intento fallido en septiembre tuvo como resultado que la víctima sobreviviera no sólo a un intento de estrangulamiento, sino también a que Ogorzow la arrojara desde un tren en movimiento. Pronto sufrió otro revés cuando intentó violar a otra mujer en una estación de S-Bahn, pero su marido y su cuñado, a quienes Ogorzow no había notado, corrieron en su ayuda después de que ella gritara pidiendo ayuda. Ogorzow logró escapar después de haber sido brutalmente golpeado. A la luz de esta situación cercana, Ogorzow cambió su modus operandi y sus crímenes posteriores tuvieron más éxito.

### Asesinatos
Ogorzow renovó sus ataques en octubre de 1940, centrándose principalmente en el tramo de 9 kilómetros del S-Bahn entre la estación de Rummelsburg y la estación de tren de Friedrichshagen. Con su uniforme de trabajo, acechaba en los vagones vacíos esperando a posibles víctimas, ya que los vagones de pasajeros del tren no estaban iluminados en ese momento debido a los apagones de la guerra en Berlín. Se basó en gran medida en el hecho de que las pasajeras solitarias no sospechaban que un empleado uniformado del S-Bahn se acercara a ellas, aparentemente para pedirles el billete. Una vez que las mujeres se distrajeron, Ogorzow atacó, estrangulando o golpeando a la víctima en la cabeza con un trozo de cable telefónico de dos pulgadas de espesor recubierto de plomo.
Ogorzow cometió su primer asesinato el 4 de octubre de 1940, con el pretexto de una cita en la casa de Gertrude "Gerda" Ditter, de 20 años, cuyo marido, Arthur, estaba en el ejército. Ditter fue asesinado a puñaladas. Dos meses más tarde, la tarde del 4 de diciembre, mató a dos mujeres más: a Elfriede Franke, pasajera del S-Bahn, le aplastaron el cráneo con una barra de hierro antes de arrojar su cadáver desde el tren en marcha, e Irmgard Freese, de 19 años, fue asesinada. violada y asesinada a golpes mientras caminaba a casa.] El 22 de diciembre, los trabajadores ferroviarios descubrieron el cuerpo de una cuarta víctima, Elisabeth Bungener, tirado junto a las vías. Un examen médico determinó que había muerto a consecuencia de una fractura de cráneo.
Seis días después, el 28 de diciembre de 1940, la policía de Berlín recuperó a Gertrude Siewert la mañana después de que Ogorzow la agrediera y la arrojara del tren. Al sufrir exposición y varios traumatismos que pusieron en peligro su vida, la llevaron de urgencia al hospital y murió a causa de sus heridas al día siguiente. Esta escena se repitió el 5 de enero de 1941, cuando el cuerpo inconsciente de Hedwig Ebauer, que estaba embarazada de cinco meses, fue localizado cerca del S-Bahn. Ogorzow había intentado sin éxito estrangular a Ebauer antes de arrojarla viva del tren. Al igual que Siewert, Ebauer sucumbió a sus heridas ese mismo día en el hospital y nunca recuperó el conocimiento.
El 11 de febrero se encontraron los restos de la séptima víctima de Ogorzow, Johanna Voigt, una madre embarazada de tres hijos. Posteriormente, una autopsia confirmó lo que la mayoría sospechaba: que Voigt había muerto como consecuencia de repetidos golpes en la cabeza y de las heridas sufridas tras ser arrojado del tren. Dadas las obvias similitudes entre los distintos crímenes, se consideró que las siete muertes fueron obra del mismo individuo.

## Investigación
Dos de las víctimas anteriores de Ogorzow, que habían sobrevivido a sus ataques, confirmaron a la policía que su agresor era un empleado ferroviario con uniforme negro. En diciembre de 1940, cuando ya se estaban reportando otros crímenes similares, los investigadores comenzaron a buscar un sospechoso que coincidiera con la descripción de Ogorzow. Sin embargo, toda la cobertura de noticias nacionales fue fuertemente censurada por varias agencias dentro del gobierno nazi, ya que se creía que los asesinatos dañarían la moral en tiempos de guerra. El Ministerio de Ilustración Pública y Propaganda de Joseph Goebbels incluso emitió una directiva a los periodistas alemanes sobre los límites que debían imponerse a la cobertura de los asesinatos.
La unidad de homicidios de la policía de Berlín, bajo el mando del SS-Hauptsturmführer Wilhelm Lüdtke, no pudo buscar públicamente información sobre los asesinatos ni advertir a la población sobre el peligro de viajar en tren de noche. En cambio, Lüdtke envió a sus mejores detectives a investigar discretamente. La operación policial ya estaba en marcha en diciembre de 1940, se entrevistó a 5.000 de los 8.000 trabajadores ferroviarios de Berlín y se duplicaron las patrullas policiales en el S-Bahn. El gobierno nazi envió funcionarios para proteger personalmente a las mujeres no acompañadas que viajaban por la zona. Los agentes de policía, ya fueran mujeres o disfrazados de mujeres, eran utilizados como señuelos a bordo de vagones de segunda clase. Otros detectives estaban disfrazados de trabajadores ferroviarios y se vigilaba a los viajeros en cada estación. Ogorzow se ofreció como voluntario para un trabajo de escolta de mujeres solitarias durante las horas nocturnas.
A pesar de este esfuerzo, la Kriminalpolizei no atrapó más que a un puñado de delincuentes menores no relacionados con el caso. Sin embargo, la creciente atención policial llevó a Ogorzow a permanecer cautelosamente inactivo durante casi cinco meses después del asesinato de Voigt en febrero de 1941. No resurgió hasta el 3 de julio de 1941, cuando se cobró su octava y última víctima, un hombre de 35 años. Frieda Koziol. Fue violada y asesinada a golpes en la misma zona de Friedrichsfelde donde Ogorzow había comenzado su ola de crímenes dos años antes.

## Arresto y condena
Ogorzow, que a menudo hacía comentarios misóginos a sus compañeros de trabajo y hablaba a menudo de su fascinación por matar, finalmente fue señalado por los investigadores que buscaban posibles sospechosos entre los empleados ferroviarios tras el asesinato de Koziol. Un compañero de trabajo informó a la policía que Ogorzow a menudo saltaba la valla del depósito de Rummelsburg durante las horas de trabajo. Su explicación fue que se escabullía para encontrarse con una amante cuyo marido estaba en el ejército.
Lüdtke inspeccionó personalmente los uniformes de Ogorzow, todos los cuales tenían numerosas manchas de sangre. Ogorzow fue arrestado por la Kriminalpolizei el 12 de julio de 1941. En un interrogatorio intimidante en una pequeña habitación bajo la luz de una sola bombilla, Ogorzow se enfrentó a una de sus víctimas gravemente heridas y una bandeja con cráneos de varios de sus asesinatos. En el resumen del caso de la Kriminalpolizei presentado el 17 de julio, los motivos de Ogorzow fueron enumerados como: Un deseo sexual excesivo, atracción sexual por la resistencia de sus víctimas y un odio patológico hacia las mujeres. Ogorzow confesó voluntariamente sus crímenes pero culpó de los asesinatos al alcoholismo, afirmando que un médico judío lo había tratado de manera incompetente por gonorrea.
Ogorzow fue expulsado formalmente del Partido Nazi pocos días antes de su acusación y posteriormente se declaró culpable de ocho asesinatos, seis intentos de asesinato y treinta y un casos de agresión sexual. Fue rápidamente condenado a muerte el 24 de julio por el Kammergericht (tribunal superior regional) de Berlín, en presencia de ocho testigos. Ogorzow fue declarado enemigo del pueblo por las autoridades nazis y ejecutado en guillotina en la prisión de Plötzensee el 26 de julio de 1941, dos días después de su sentencia.
Después de la guerra, uno de los oficiales de la Kriminalpolizei que estuvo muy involucrado en la investigación de Ogorzow, Georg Heuser, fue acusado por un tribunal de Alemania Occidental por su papel en la perpetración de atrocidades de los Einsatzgruppen en la Unión Soviética. Fue declarado culpable de ser cómplice de más de 11.000 asesinatos y condenado a quince años de prisión. Heuser sólo cumplió seis años de su condena antes de ser liberado y murió en 1989.

## Impacto de la Segunda Guerra Mundial y la sociedad nazi

### Condiciones de guerra
El historiador Roger Moorhouse ha sugerido que la Kriminalpolizei se vio obstaculizada en su investigación de los asesinatos por varios obstáculos concurrentes. En primer lugar, el régimen nazi había instituido un riguroso programa de censura de los medios para evitar desmoralizar a los civiles durante tiempos de guerra. Esta censura significó que solo se publicaran detalles superficiales sobre cada caso, lo que impidió el avance de la investigación. En segundo lugar, debido a los bombardeos aliados en curso sobre la capital, fueron necesarias condiciones de apagón para proteger objetivos estratégicamente importantes de la destrucción aérea. Sin embargo, como efecto secundario, estas condiciones condujeron a la actividad criminal. El propio Ogorzow aprovechó los apagones, usándolos para acechar y matar a sus víctimas y luego escapar de una posible vigilancia al amparo de la oscuridad.

### Operaciones del S-Bahn
El S-Bahn parece haber tenido un historial deficiente de salud y seguridad en el momento de los asesinatos, lo que significó que la Kriminalpolizei tuvo que lidiar con un excedente de cadáveres resultantes tanto de muertes accidentales en la vía férrea como de aquellos que murieron durante los bombardeos. Esto dio lugar a un gran retraso forense que puso a la policía y a los servicios médicos municipales en mayor desventaja.

### Doctrina nazi
La ideología oficial nazi, cuyos principios incluían el antisemitismo, la xenofobia y las nociones de superioridad racial alemana , disuadió activamente a los investigadores de considerar la posibilidad de que alguien "racialmente alemán" (ario) pudiera ser responsable de los asesinatos. Gran parte de las sospechas iniciales se recayeron erróneamente en los trabajadores forzosos extranjeros (en su mayoría prisioneros de guerra polacos) que trabajaban en las numerosas fábricas adyacentes a la red ferroviaria. Los judíos locales también fueron objeto injustamente de investigaciones en relación con los asesinatos, aunque principalmente por razones ideológicas. En cualquier caso, el testimonio de los supervivientes finalmente estableció que el sospechoso era efectivamente alemán, y que el perpetrador era en realidad un miembro veterano tanto del Partido Nazi como de las SA.